# سیارک ۱۶۸۷۹
سیارک ۱۶۸۷۹ (به انگلیسی: 16879 Campai، نامگذاری:1998BH10) شانزده هزار و هشتصد و هفتاد و نهمین سیارک کشف شده‌است که در ۲۴ ژانویه ۱۹۹۸ کشف شد.
قدر مطلق سیارک برابر ۲۵.۷ است.